# Hosororo
Hosororo ist eine Gemeinde in Guyana in der Provinz Barima-Waini. Im Jahr 2012 wurden 723 Einwohner gezählt. Sie liegt an der Westufer des Aruka-Flusses, an der Mündung des Hosororo Creek in den Aruka, etwa zehn Kilometer von der Flussmündung und etwa fünf Kilometer von der Hauptstadt der Region, Mabaruma, entfernt. Der Ort verfügt über ein Gesundheitszentrum. Außerdem ist er für seine fruchtbaren Böden bekannt und ist eine der ältesten Siedlungen mit Maniok-Anbau, der sich hier auf etwa 3850 Jahre zurückdatieren lässt. Heute wird in der Gemeinde Bio-Kakao produziert.